# Ostaszewo (województwo kujawsko-pomorskie)
Ostaszewo – wieś w Polsce położona w województwie kujawsko-pomorskim, w powiecie toruńskim, w gminie Łysomice przy drodze krajowej nr 91 i drodze wojewódzkiej 499.
W miejscowości znajduje się stacja kolejowa Ostaszewo Toruńskie na szlaku linii kolejowej nr 207 łączącej Toruń Wschodni z Malborkiem przez Grudziądz, Kwidzyn i Sztum.
W latach 1975–1998 miejscowość położona była w województwie toruńskim. Według Narodowego Spisu Powszechnego (III 2011 r.) liczyła 810 mieszkańców. Jest czwartą co do wielkości miejscowością gminy Łysomice.

## Krótki opis
We wsi znajduje się pałac z końca XIX w. z parkiem, w którym znajduje się mauzoleum dawnych właścicieli, przekształcone w kaplicę.
W Ostaszewie zlokalizowana jest część Pomorskiej Specjalnej Strefy Ekonomicznej, na terenie której swoje zakłady otworzyły firmy: Sharp Corporation, Orion Electric oraz Sumika Electronic Materials. Znajduje się tutaj także firma MOD21 - producent prefabrykowanych elementów do budowy domów.
W miejscowości znajduje się szkoła podstawowa oraz oddział przedszkolny.
Swoją siedzibę w Ostaszewie ma występująca w IV lidze drużyna piłkarska LZS Mustang Ostaszewo, która powstała w 1948 roku, a także Klub Honorowych Dawców Krwi PCK. Prezesem od dnia powstania Klubu, tj. od 1986 roku, jest Czesław Karasiewicz.

## Historia
Pierwsza wzmianka o wsi Gross Ostaschew pochodzi z 1255. Za czasów krzyżackich były to ziemie rycerskie, należące w 1314 do Bertolda von Ostaschow, zaś w 1341 Hermana de Palsath, posiadającego 3 włóki gruntów. W latach 1423–24 właścicielem był Clauko (Klawko) z Lindy, a następnie zapewne jego syn - Gircke von der Linde (w 1440 zapisany jako Gierko z Lindy). Pod koniec XV w. od dziedziczki - Katarzyny wieś nabyli Jakub Białobłocki, Arnold z Frący i Andrzej Łaszewski. Na pocz. XVI w. wieś należała do Jana, Franciszka i Katarzyny Eskenów, a następnie przeszła na własność benedyktynek chełmińskich. W okresie reformacji stała się własnością luteran. W tym czasie miejscowość dzieliła się na Ostaszewo i Ostaszewko, który to podział zanikł w latach późniejszych. Ówczesny biskup Piotr Kostka wraz z ksienią Mortęską podjęli starania o zwrot wsi u króla Stefana Batorego. Ten wydał stosowny dekret, z tym że heretycy mieli tu siedzieć do 1600 r., płacąc klasztorowi 40 zł. czynszu rocznie. Zakonnice przejęły folwark nieco wcześniej, bo w 1592, a 2 lata później Mortęska oddała Ostaszewo ojcom jezuitom z Torunia, w zamian za tzw. "Kepę" k. Papowa Toruńskiego. W 1667 r. dwór w Ostaszewie płacił 3 korce żyta i tyleż owsa mesznego. W tamtym czasie we wsi był sołtys i 5 "półrolników", posiadających po jednej włóce. Byli to: Olender, Tagiel, Wioteski, Doleżała i Kużawa. Płacili oni proboszczowi w Grzywnie po pół korca żyta i tyleż owsa. Źródła wymieniają też 5 gburów (chłopów). Byli to: Kozak, Labec, Gościnny, Piątek i Kuśnierz. Majątki w Ostaszewie i Ostaszewku krótko znajdowały się w rękach króla szwedzkiego, następnie wróciły w ręce jezuitów. Ci w XVIII w. wybudowali we wsi kaplicę. Po sekularyzacji dóbr, ok. 1791 folwark stał się własnością prywatną. Początkowo należał do Johanna Raeschke, dalej rodziny Sponnagel, a od 1858 do Wegnerów. Dla nich to wzniesiono obecny pałac oraz część zabudowań gospodarczych. Z czasem Wegner wykupił mniejsze gospodarstwa, znacznie powiększając dobra. W 1868 na Ostaszewo składała się wieś licząca 1355,6 mórg, 265 mieszkańców i 60 innych budynków oraz 673-hektarowe dobra. Do majątku przynależało 13 domów z 238 mieszkańcami oraz 30 innych budynków. Posiadał on także mleczarnię, gorzelnię i cegielnię parową, wypalająca do 2,5 mln cegieł rocznie. Folwark specjalizował się w hodowli bydła i owiec rasy Rambouillet oraz produkcji masła, które eksportowano m.in. do Berlina. Majątek przynosił 11943 marki dochodu katastralnego. W XIX w. we wsi odnaleziono grób skrzynkowy, w całości wypełniony urnami. W okresie międzywojennym właścicielem 654-hektarowego majątku był Kurt Wegner, syn Hermanna (zmarłego w 1942). Dobra dostarczały 11800 marek dochodu gruntowego, a na ogólny areał składało się 638 ha ziem uprawnych, 10 ha łąk i pastwisk i 6 ha nieużytków. Oprócz wcześniej wymienionych, majątek posiadał młyn parowy i specjalizował się w hodowli konia szlachetnego półkrwi i konia zimnokrwistego. Po 1945  dobra znacjonalizowano i stały się one własnością Skarbu Państwa. Po przekształceniach 89/90 właścicielem została AWRSP (obecnie ANR) która później dzierżawiła obiekt, a następnie sprzedała.

## Opis pałacu
Pałac eklektyczny z 1898 z elementami neoklasycystycznymi. Budynek wzniesiony na planie prostokąta, w dłuższej osi N-S, murowany z cegły na wysokiej kamiennej podmurówce i otynkowany. Składa się z dwóch zasadniczych brył, dwu- i trójkondygnacyjnej. Bryły nakryte są dachami czterospadowymi. W fasadzie znajdują się nieznaczny ryzalit, poprzedzony schodami wejściowymi, a w elewacji ogrodowej taras na sześciokątnej przybudówce. Elewacje ozdobione są boniowaniem, gzymsami, a nad oknami znajdują się ozdobne przyczółki. Obiekt jest w trakcie prac remontowych.

## Park pałacowy
Park pałacowy z 2 poł. XIX w. o pow. 4,3 ha z zachowanym starodrzewem. W części przed fasadą (od strony wsch.) znajduje się jeden ze stawów, drugi zaś nieco na północ. Park jest zadbany i widać tu troskę obecnych właścicieli o przywrócenie go do dawnej świetności. W drzewostanie występują 34 gatunki drzew i krzewów w tym jarząb, jodła kaukaska oraz klon srebrzysty. W płn. części parku znajduje się mauzoleum dawnych właścicieli, przekształcone w kaplicę.
Inne
zabudowania folwarczne z XIX/XX w.
Oficyna z 1890 r.
We wsi schrony z okresu 2. w. św.
tekst: Marek polskiezabytki.pl 2011

## Galeria

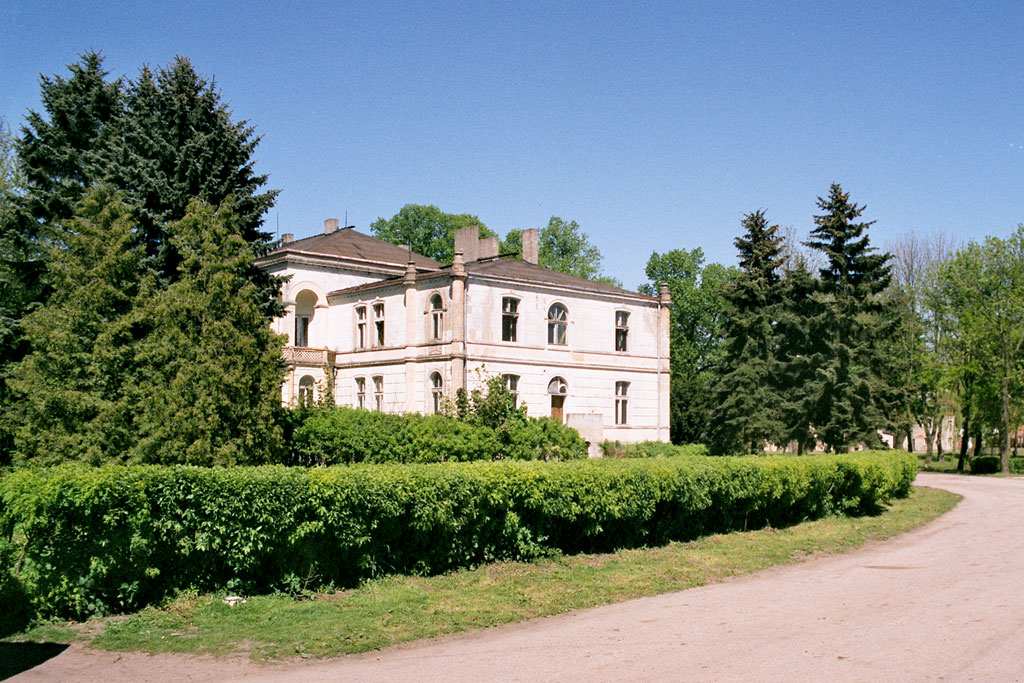
Pałac w Ostaszewie
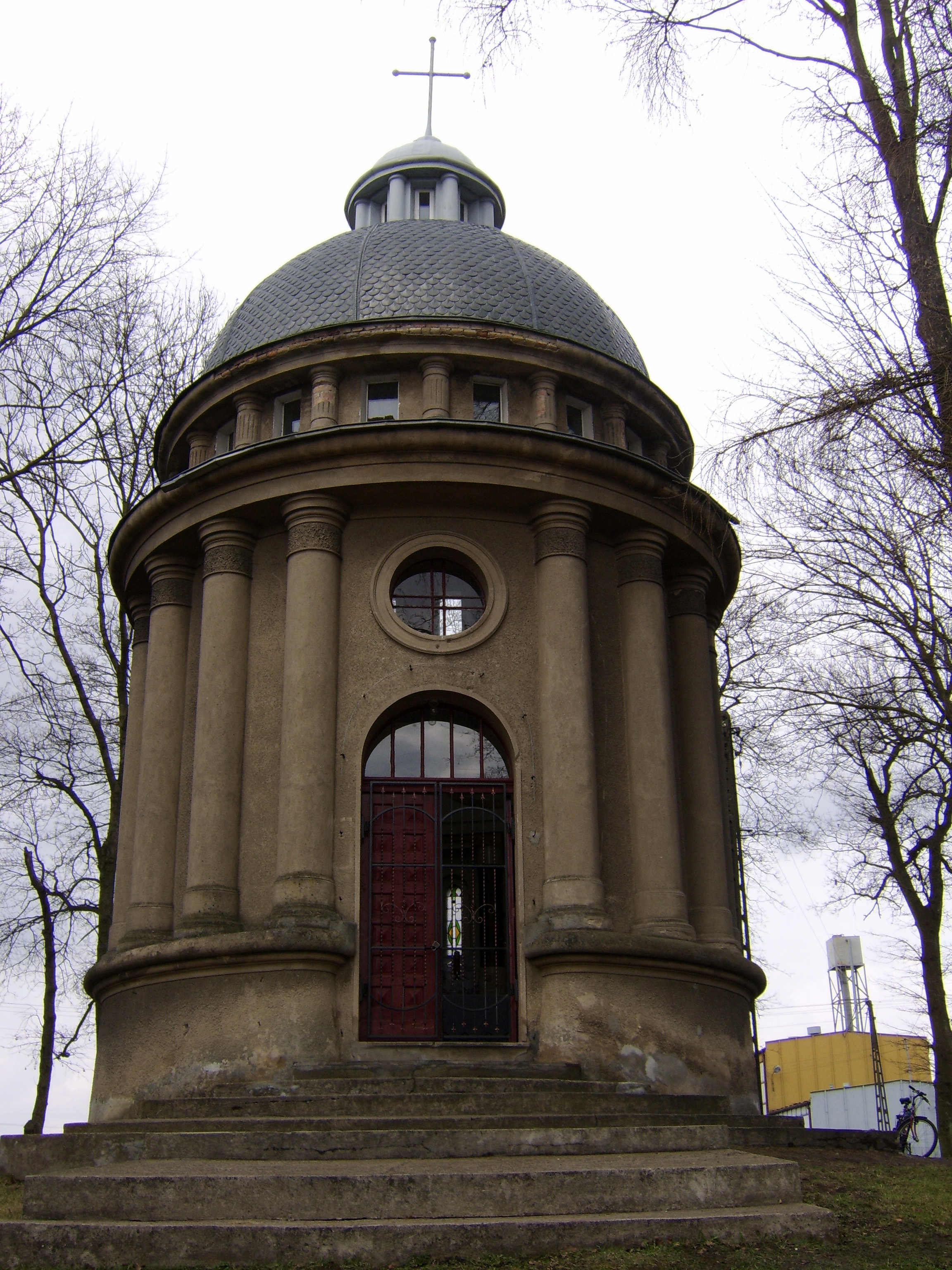
Mauzoleum